# Adam Josef Gočalkovský z Gočalkovic
Adam Josef svobodný pán Gočalkovský z Gočalkovic († 20. říjen 1775 Těšín) byl slezský šlechtic a hodnostář Těšínského knížectví, císařský rada a komoří pocházející z rodu Gočalkovských z Gočalkovic.
Byl synem Adama Václava Gočalkovského z Gočalkovic a jeho ženy Karolíny Tvorkovské z Kravař. Oženil se s Annou Barborou Pražmovou z Bílkova, měli syna Maxmiliána. Vlastnil panství Nýdek, Děhylov a Horní Líštná. Pohřben je v Horní Líštné.
V Těšínském knížectví zastával úřad nejvyššího zemského sudího a byl zástupce tohoto knížectví na slezském veřejném konventu. Roku 1771 se stal regentem těšínské komory. Byl také císařským radou a komořím.